# کوین کیلبن
کوین کیلبن (انگلیسی: Kevin Kilbane ؛ زادهٔ ۱ فوریهٔ ۱۹۷۷) یک بازیکن فوتبال اهل ایرلند است.